# José María Reina Barrios
José María Reina Barrios (San Marcos, 24 dicembre 1854 – Città del Guatemala, 8 febbraio 1898) è stato un politico guatemalteco.
È stato il Presidente del Guatemala dal dicembre 1892 al febbraio 1898, ossia fino al suo assassinio avvenuto poco tempo dopo la sua rielezione.